# 허종 (1939년)
허종(許鐘, 1939년 4월 29일 ~ )은 조선민주주의인민공화국의 외교관, 공무원, 정치인이다. 본명은 허종욱(許鐘旭)이다. 독립운동가 겸 변호사, 정치인 허헌의 아들이며, 독립운동가 겸 여성 해방 운동가 허정숙의 이복 동생이고, 소설가 겸 작가 허근욱의 남동생, 소설가 박노문의 처남이다.
1939년 4월 29일 경성부에서 허헌과 그의 계비 유덕희의 아들로 태어났다. 1948년 4월 아버지 허헌이 전조선 제정당 사회단체 연석회의 참석차 온 가족을 이끌고 평양으로 갈 때, 허헌, 유덕희내외, 허정숙, 허근욱 등과 함께 월북하였다.
이후 조선민주주의인민공화국의 외교관이 되어 각국 순회대사, UN 주재 북조선 대표단 부대사, 외교부 대변인, 다시 1994년 북조선과 미국 간 북미회담 시 외교단 대표, 그해  UN 주재 북조선 대표단 부대사, 외교부 순회대사 등을 역임하였다.

## 같이 보기
- 허헌
- 신간회
- 근우회
- 남북 협상
- 허정숙
- 허근욱
- 박노문
- 연형묵
- 김평일
- 허담